# Lista de transmissoras dos Jogos Olímpicos de Verão de 2020
Os Jogos Olímpicos de Verão de 2020 são transmitidos por uma série de emissoras ao redor do mundo. Como nos anos anteriores, a Olympic Broadcasting Services (OBS) vai produzir o feed mundial para as emissoras locais utilizarem em suas coberturas. Na maioria das regiões, os direitos de transmissão foram comercializados junto com os dos Jogos Olímpicos de Inverno de 2014, mas algumas empresas de radiodifusão obtiveram direitos de mais jogos, incluindo o Brasil através do Grupo Globo em um contrato vigente até 2032.
| País                            | Emissoras | Ref.                 |
| ------------------------------- | --- | -------------------- |
| Afeganistão                     | ATN | [ 2 ]                |
| África do Sul                   | SABC, SuperSport                                                                                             | [ 3 ]                |
| África subsariana               | SuperSport, Infront Sports & Media                                                                           | [ 4 ]                |
| Albânia                         | RTSH | [ 2 ]                |
| Alemanha                        | ARD, ZDF | [ 5 ]                |
| América Latina                  | Claro Sports, DirecTV Sports                                                                                 | [ 6 ] [ 7 ]          |
| Argélia                         | BelN Sports                                                                                                  | [ 2 ]                |
| Argentina                       | TVP, TyC Sports, DeporTV                                                                                     | [ 8 ] [ 9 ]          |
| Armênia                         | APMTV | [ 10 ]               |
| Ásia                            | Dentsu | [ 11 ]               |
| Austrália                       | Seven Network                                                                                                | [ 12 ]               |
| Áustria                         | ORF | [ 13 ]               |
| Bahamas                         | Sportsmax | [ 2 ]                |
| Bangladesh                      | BTV | [ 2 ]                |
| Barbados                        | CBC | [ 14 ]               |
| Bélgica                         | VRT, RTBF | [ 15 ] [ 16 ]        |
| Belize                          | Sportsmax | [ 2 ]                |
| Benim                           | ORTB, TV5Monde                                                                                               | [ 2 ]                |
| Bielorrússia                    | Beltelradio                                                                                                  | [ 17 ]               |
| Bósnia e Herzegovina            | BHRT | [ 18 ]               |
| Brasil                          | TV Globo, SporTV, Combate, Globoplay, BandSports                                                             | [ 1 ] [ 19 ] [ 20 ]  |
| Bulgária                        | BNT | [ 21 ]               |
| Burquina Fasso                  | RTB, TV5Monde                                                                                                | [ 2 ]                |
| Butão                           | BBS | [ 2 ]                |
| Cabo Verde                      | TV5Monde, RTC                                                                                                | [ 2 ]                |
| Canadá                          | CBC/Radio-Canada, Sportsnet, TSN, Telelatino Network                                                         | [ 2 ] [ 22 ]         |
| Caribe                          | International Media Content Ltd., SportsMax                                                                  | [ 23 ]               |
| Chéquia                         | Česka Televize                                                                                               | [ 24 ]               |
| Chile                           | TVN | [ 25 ]               |
| China                           | CCTV, Migu                                                                                                   | [ 26 ] [ 27 ]        |
| Colômbia                        | Caracol Televisión                                                                                           | [ 28 ]               |
| Coreia do Sul                   | SBS | [ 29 ]               |
| Costa Rica                      | Repretel | [ 30 ]               |
| Croácia                         | HRT | [ 31 ]               |
| Cuba                            | ICRT | [ 2 ]                |
| Dinamarca                       | DR | [ 32 ]               |
| El Salvador                     | Canal 12 | [ 2 ]                |
| Eslováquia                      | RTVS | [ 33 ]               |
| Eslovênia                       | RTV | [ 33 ]               |
| Espanha                         | RTVE | [ 34 ]               |
| Estados Federados da Micronésia | TVWAN | [ 2 ]                |
| Estados Unidos                  | NBCUniversal                                                                                                 | [ 35 ] [ 36 ]        |
| Estónia                         | Eesti Meedia, ERR                                                                                            | [ 37 ]               |
| Fiji                            | TVWAN | [ 2 ]                |
| Finlândia                       | Yle | [ 38 ]               |
| França                          | France Télévisions, Canal+, Eurosport                                                                        | [ 39 ] [ 40 ]        |
| Geórgia                         | GPB | [ 41 ]               |
| Grécia                          | ERT | [ 42 ]               |
| Guiana                          | France Televisións                                                                                           | [ 2 ]                |
| Hong Kong                       | i-Cable, PCCW, TVB                                                                                           | [ 43 ]               |
| Honduras                        | VTV | [ 44 ]               |
| Hungria                         | MTVA | [ 45 ]               |
| Ilhas Cook                      | TVWAN, Cook Island Elijah Communications                                                                     | [ 2 ]                |
| Índia                           | Sony | [ 46 ]               |
| Irlanda                         | RTE | [ 47 ]               |
| Islândia                        | RÚV | [ 48 ]               |
| Itália                          | RAI | [ 49 ]               |
| Japão                           | Japan Consortium (TV Tokyo, NHK, TV Asahi, Fuji Television, Nippon TV, Tokyo Broadcasting System Television) | [ 50 ]               |
| Kosovo                          | RTK | [ 51 ]               |
| Letônia                         | LTV | [ 48 ]               |
| Lituânia                        | TV3 | [ 52 ]               |
| Luxemburgo                      | RTL | [ 53 ]               |
| Macedônia do Norte              | MRT | [ 54 ]               |
| México                          | Televisa, TV Azteca, Imagen Televisión                                                                       | [ 55 ] [ 56 ]        |
| Moldávia                        | TVR | [ 57 ]               |
| Montenegro                      | RTCG | [ 58 ]               |
| Noruega                         | TVNorge | [ 58 ]               |
| Nova Zelândia                   | Sky Television, TVNZ                                                                                         | [ 59 ] [ 60 ]        |
| Oceania                         | Sky Television                                                                                               | [ 59 ]               |
| Oriente Médio e Norte de África | BeIN Sports                                                                                                  | [ 61 ]               |
| Quênia                          | KTN | [ 62 ]               |
| Países Baixos                   | NOS | [ 63 ] [ 63 ]        |
| Paraguai                        | SNT | [ 64 ]               |
| Peru                            | Grupo ATV | [ 65 ]               |
| Polónia                         | TVP | [ 66 ]               |
| República Democrática do Congo  | TV5Monde, RTNC                                                                                               | [ 2 ]                |
| República Dominicana            | Antena 7 | [ 2 ]                |
| Portugal                        | RTP | [ 67 ]               |
| Reino Unido                     | BBC, Eurosport                                                                                               | [ 68 ] [ 69 ]        |
| Roménia                         | TVR | [ 70 ]               |
| Singapura                       | Mediacorp | [ 71 ]               |
| Suécia                          | Kanal 5 | [ 58 ]               |
| Suíça                           | SRG SSR | [ 72 ]               |
| Tailândia                       | AIS, GMM25, Plan B, NEW18, PPTV, TV Pool, True4U                                                             | [ 73 ] [ 74 ] [ 75 ] |
| Taipé Chinesa                   | Chunghwa Telecom, EBC, ELTA, PTS                                                                             | [ 76 ]               |
| Timor-Leste                     | RTIL | [ 2 ]                |
| Turquia                         | TRT | [ 77 ]               |
| Ucrânia                         | UA:PBC | [ 78 ]               |
| União Europeia                  | Discovery Inc., Eurosport                                                                                    | [ 3 ] [ 48 ]         |
| Venezuela                       | TVES | [ 79 ]               |